# Wels
Wels er en by i det nordlige Østrig, med et indbyggertal (pr. 2007) på cirka 59.000. Byen ligger i delstaten Oberösterreich, ved bredden af floden Traun.
Under 2. Verdenskrig var koncentrationslejren Mauthausen-Gusen beliggende i Wels.